# Rosebud Sioux Tribe v. Kneip

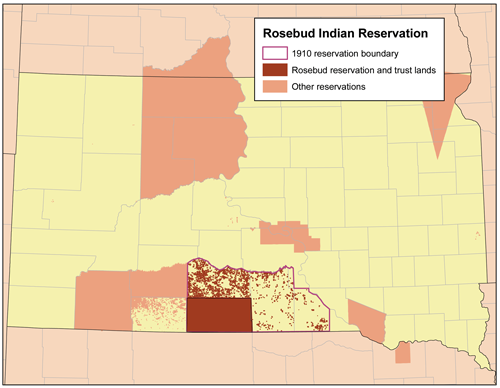
Lage des Reservats in South Dakota. Die rote Linie zeigt die Reservatsgrenze vor 1977, das rote Quadrat das Reservat nach dem Urteil. Weitere Stammesgebiete als rote Flecken.

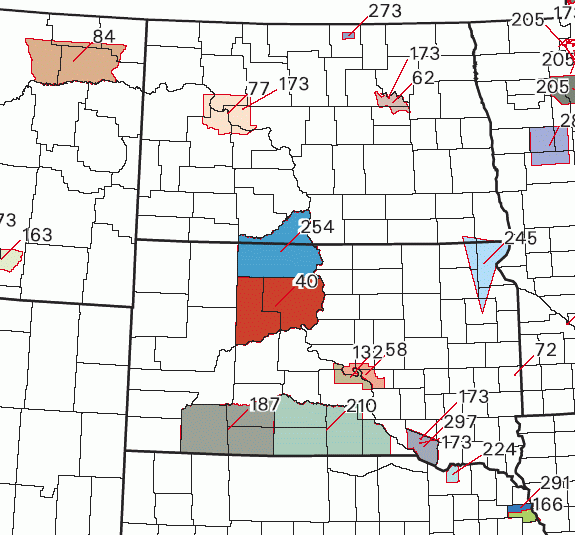
Interessant ist in diesem Zusammenhang die offizielle Karte des Bureau of Indian Affairs. Sie zeigt die Rosebud Reservation in ihren alten Grenzen.

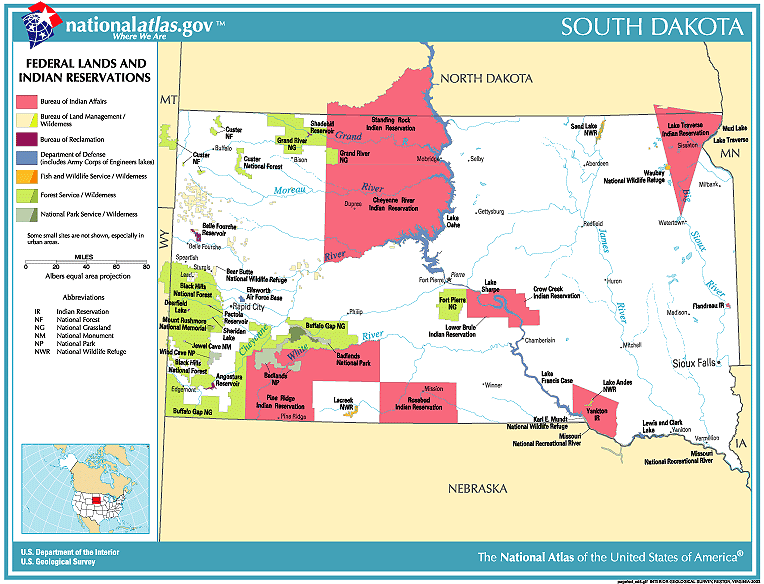
Eine andere Karte von South Dakota mit den offiziellen Grenzen von Rosebud. Die trust lands sind auf der Karte nicht vermerkt.

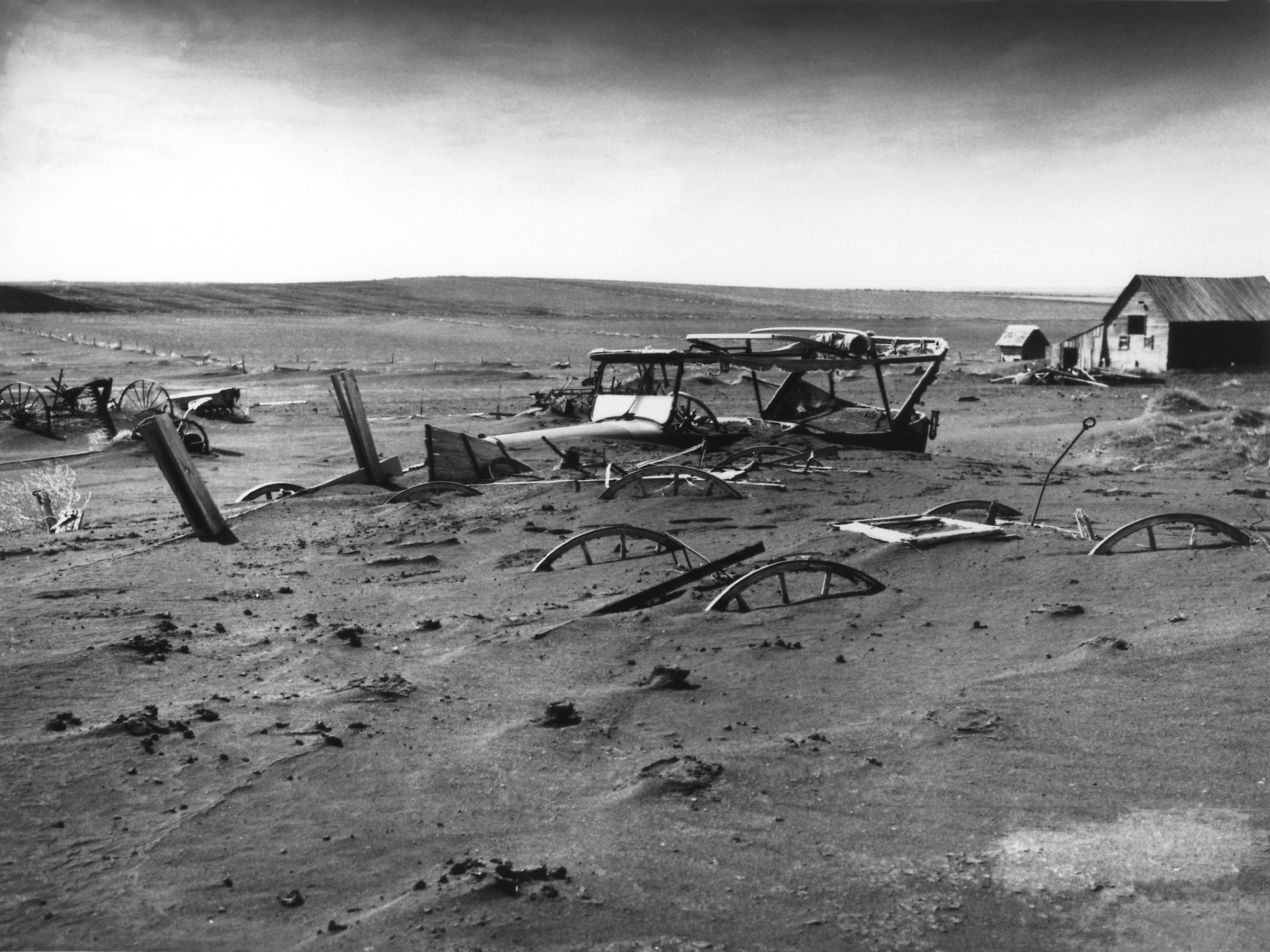
1936 aufgegebene Farm in South Dakota. Landwirtschaftlich genutzte Flächen verwandelten sich in Wüsten. Die weißen Besitzer flohen.

Als Rosebud Sioux Tribe v. Kneip wird ein Gerichtsurteil des Obersten Gerichtshofs der Vereinigten Staaten bezeichnet. Am 4. April 1977 entschied das Gericht, dass die Rosebud Reservation mit den Gesetzen des Kongresses der Vereinigten Staaten aus den Jahren 1904, 1907 und 1910 verkleinert wurde. Das Gericht stellte fest, dass nur die gesamte Fläche von Todd County zum Reservationsgebiet gehört. Stammesgebiete außerhalb von Todd County gehören nicht zur Reservation. Diese befinden sich in Tripp County, Lyman County, Mellette County und Gregory County. Durch das Gerichtsurteil befanden sich 11 Indianergemeinden mit 2000 Stammesmitgliedern außerhalb der Reservatsgrenzen. Durch das Urteil sind unüberschaubare Flickenteppiche entstanden, welche sich Off-reservation trust land nennen.

## Name
Der Rosebud Sioux Tribe ist ein von den Vereinigten Staaten anerkannter Indianerstamm. Der Stamm nennt sich selber Sicangu Lakota Oyate. Er ist auch als Brulé-Lakota-Indianer bekannt. Richard F. Kneip war von 1971 bis 1978 Gouverneur des Bundesstaates South Dakota.

## Hintergrund
Im Jahr 1868 entstand durch den zweiten Vertrag von Fort Laramie das Great Sioux Reservat. Dieser Vertrag legte das Gebiet des gesamten heutigen US-Bundesstaates South Dakota westlich des Missouri, einschließlich der Black Hills (von der Nordgrenze in Nebraska bis zum 46. Breitengrad und vom Missouri im Osten bis zum 104. Meridian im Westen) als Indianer-Land zur uneingeschränkten und unbehelligten Nutzung und Besiedlung durch die Great Sioux Nation fest.
Das heutige Reservat hat seine Ursprünge in der Whetstone Indian Agency, einem Stützpunkt des Bureau of Indian Affairs kurz BIA, der für die Brulé-, Oglala- und Miniconjou-Sioux zuständig war. Gegründet 1869, zog die Agentur mehrmals um, 1871 an den Big White Clay Creek und 1875 an den White River im Grenzgebiet zwischen den Nebraska und dem Dakota-Territorium. 1978 wurde die Spotted Tail Indian Agency, benannt nach dem Brulé-Lakota-Indianer-Häuptling Spotted Tail, aus der Whetstone Indian Agency herausgelöst und als eigene Agentur geführt, die später an den Rosebud Creek in South Dakota umzog. Im gleichen Jahre wurde die Agentur in Rosebud Agency umbenannt. Zur gleichen Zeit erhielten die Oglala-Sioux auch ihre eigene Agentur, die Red Cloud Agency, dem heutigen Pine Ridge.
Ursprünglich war das Reservat Teil der Great Sioux Reservation. Diese wurde am 2. März 1889 durch den Kongress der Vereinigten Staaten in mehrere kleine Reservate geteilt. Aus der Agentur entstand ein eigenständiges Reservat. Dabei gingen den Indianern 36.000 Quadratkilometer verloren. Rosebud war aber davon nicht direkt betroffen. Rosebud umfasste weiterhin die Gebiete der heutigen Todd, Tripp, Lyman, Mellette und Gregory Counties.
In den Jahren zwischen 1904 und 1910 beschloss der US-Kongress, das Gebiet der heutigen Jackson, Tripp, Lyman, Mellette und Gregory County für die Besiedlung durch weiße Siedler zu öffnen. Der US-Kongress verkleinerte damit die Fläche der Rosebud Reservation, da man der Meinung war, dass die Indianer zu viel Land beanspruchten. Die Maßnahme verfolgte hauptsächlich zwei Ziele: Zum einen sollte so das Gemeinschaftsgefüge der Indianer gebrochen und die Indianer somit in die amerikanische Gesellschaft integriert werden. Die Indianer sollten Farmer werden. Als solche, so die offizielle Meinung, würden sie viel weniger Land brauchen, als sie für ihre traditionelle nichtsesshafte Lebensweise als Jäger und Sammler beanspruchten. Im selben Jahr wurde das Gebiet von den Vermessern Sam Chilton und Blaine Scrivenin in Parzellen geteilt. Dabei rammten sie im Abstand einer halben Meile Stahlstäbe in den Boden. Sie reservierten auch Gebiete für zukünftige Siedlungen und Schulen. Da die Maßnahme rechtlich als Enteignung galt, die nach der Verfassung verboten war, erhielten individuelle Indianer 320 Acres und Kinder 160 Acres. Der Rest der Fläche wurde im Rahmen des Homestead Act an weiße Siedler verlost. Diese Landübergabe war jedoch an Bedingungen geknüpft. Die Parzellen wurden erst nach 25 Jahren Eigentum der individuellen Indianer. Die US-Regierung fungierte als Treuhänder. Das Land musste von den Besitzern bewirtschaftet werden, um in ihr Eigentum überzugehen. Aus verschiedenen Gründen bewirtschafteten die Indianer oftmals ihre Grundstücke aber nicht. Die Indianer selbst wehrten sich meist gegen ein Leben als Farmer. Sie sahen die Farmarbeit als unwürdig und einschränkend an. Auch waren die Flächen oft landwirtschaftlich gesehen wertlos und brachten keine Erträge. Auch entsprach dies nicht der Rechtsauffassung und der Kultur der Sioux-Indianer, die kein Grundeigentum kannten. Die Sioux zogen als Nomaden durch das Gebiet und kannten keine festen Siedlungen.
Im Laufe der Zeit kamen die Gebiete außerhalb von Todd County immer stärker unter die Kontrolle der Regierung des Bundesstaates South Dakota. Mit der Zeit änderte sich der Charakter der betroffenen Counties. Die Kultur des Weißen Mannes setzte sich immer mehr durch. Stammesmitglieder, welche individuell Land zugesprochen bekommen hatten, passten sich an die neue Situation an und wurden Farmer. Andere Indianer wanderten nach Todd County oder in amerikanische Großstädte ab. Auch wurden große Gebiete an weiße Farmer verpachtet, welche mit modernen Mitteln das Land bearbeiteten. Aufgegebene oder nicht selbst bewirtschaftete Gebiete von Indianern fielen zurück an den Stamm. Erschwerend kam dazu, dass die wenigsten Indianer Testamente machten. Auch solche Gebiete fielen zurück an den Stamm, wenn keiner der Nachfahren sie bewirtschaftete. Vielen weißen Einwohnern dagegen war nicht klar, dass sie auf Reservatsgebiet siedelten und arbeiteten. In den dreißiger Jahren wanderten viele weiße Einwohner ab. Die Böden waren nicht gut genug für Ackerbau und verwandelten sich nach einigen Jahren Bewirtschaftung in Sandwüsten. (Siehe Dust Bowl) Da diese im Gegensatz zu Indianern Steuern zu entrichten hatten, dies aber nicht taten, fielen auch diese Gebiete zurück an den Stamm bzw. an das BIA. Ein Flickenteppich entstand.
1972 versuchte der Rosebud Sioux Stamm Klarheit darüber zu erhalten, ob es sich bei den Gebieten weiterhin um Reservatsgebiet handelt oder nicht, und zog zwecks Klärung dieses Sachverhalts vor Gericht.

## Verfahren
Im Juni 1972 reichte der Rosebud Sioux Stamm Klage beim US District Court for the District of South Dakota ein. Dieses entschied am 6. Februar 1974, dass der US-Kongress mit seinen Gesetzen von 1906 bis 1910 klar beabsichtigt hat, die Fläche des Reservats zu verkleinern. Der Stamm war mit dem Urteil nicht einverstanden und ging in Revision. Am 12. Januar fand die Verhandlung vor dem Obersten Gerichtshof statt. Das Verfahren wurde von Warren Earl Burger geleitet. Weitere Richter waren William H. Rehnquist, Lewis F. Powell, Byron White, Harry A. Blackmun, Thurgood Marshall, William Joseph Brennan, Potter Stewart und John Paul Stevens. Der Rosebud Sioux Stamm wurde von Richard A. Smith, Marvin J. Sonosky und Mark V. Meierhenry vertreten, der Gouverneur von South Dakota Richard F. Kneip vom Staatsanwalt des Bundesstaates William J. Janklow.

## Urteil
Die Entscheidung des Gerichts bereitete William H. Rehnquist vor. Er stellte fest, dass der Kongress mit seinen Gesetzesinitiativen zwischen 1906 und 1910 die Absicht verfolgte, das Reservatsgebiet der Sicangu Lakota Oyate zu verkleinern. 1901 war dem Stamm bereits ein Vorschlag eines Vertrages unterbreitet worden, welchem der Stamm zustimmte. In diesem hieß es: „The said Indians belonging on, the Rosebud Reservation, South Dakota, for the consideration hereinafter named, do hereby cede, surrender, grant, and convey to the United States all their claim, right, title, and interest in and to all that part of the Rosebud Indian Reservation now remaining unallotted, situated within the boundaries of Gregory County...“ Die Indianer der Rosebud Reservation traten in diesem Vertrag alle ihre Rechte im Gebiet des Gregory County an die Vereinigten Staaten ab. Der Vertrag wurde vom US-Kongress aber nicht ratifiziert. Doch der Stamm war durch diesen Vertragsentwurf informiert und hatte zugestimmt. Sie kannten die Intentionen und Konsequenzen der Gesetze und stimmten einer Bezahlung zu, welches die Gesetze vorsahen. Damit akzeptierten sie die Klauseln des Vertrages. Mit dem Verkauf der Grundstücke verzichtete der Stamm auf seine Souvereignsrechte.

## Konsequenzen
Bis heute sind die Konsequenzen spürbar. Zwar verfügt der Stamm weiterhin über große Gebiete in den betroffenen Counties. Aber zum Reservat gehören die Gebiete nicht mehr. Es gibt Bestrebungen des Bureau of Indian Affairs, diesen Zustand wiederherzustellen. So werden große Summen in Buy-Back-Aktionen eingesetzt. Ob dadurch aber die Souveränität des Stammes über diese Counties wiederhergestellt werden kann, ist mehr als fraglich.